# Simplicity Hill
Simplicity Hill är en kulle i Antarktis. Den ligger i Västantarktis. Nya Zeeland gör anspråk på området. Toppen på Simplicity Hill är 1 511 meter över havet.
Terrängen runt Simplicity Hill är varierad. Trakten är obefolkad. Det finns inga samhällen i närheten. 